# Орсоалт
Орсоалт (Орсоалтий) (др.-греч. Ορσοάλτιος) — фракийский правитель III века до н. э., возможно, галатский царь в Тилисе.

Об Орсоалте известно только из нумизматического материала, схожего с монетами Александра Македонского. На аверсе серебряных тетрадрахм вычеканена голова Геракла. На реверсе присутствуют восседающий на троне Зевс со скипетром и орлом в руках, а также легенда с надписью ΒΑΣΙΛΕΩΣ ΟΡΣΟΑΛΤΙΟΥ.
По замечанию некоторых исследователей, исходящих в том числе из сходства чеканки Орсоалта с монетами галатского царя Кавара, предположительно, он также был кельтским властителем в Тилисе и правил около 275—255 годов до н. э. (по другим оценкам в 270—260 годах до н. э.) Возможно, отцом Орсоалта был Комонторий, а его сыном и преемником — Керсибал. Однако не исключено, что Орсоалт — это личное имя самого Коммотория.